# Navient
Navient ist ein US-amerikanischer Anbieter von Studienkrediten, der mit einer Summe von 300 Milliarden US-Dollar etwa 25 % der Studienkredite in den Vereinigten Staaten verwaltet. Das Unternehmen ist Teil der S&P 500. Navient entstand 2014 aus der Studienkredit-Sparte von Sallie Mae (Student Loan Marketing Association), das seinen Fokus auf das Privatkunden-Banking verlagerte.
Navient war seit 2011 Gegenstand von mehr als 10.000 Beschwerden, zum Beispiel durch das Consumer Financial Protection Bureau. Unter anderem wurden mehrere Fälle öffentlich diskutiert, bei denen das Unternehmen von Verwandten verstorbener Schuldner die ausstehenden Kredite einzutreiben versuchte. Kritik erfuhr das Unternehmen auch von Aktivisten, die sich mit Studienkrediten beschäftigen. Anerkennung bekam das Unternehmen für den hohen Frauenanteil im Aufsichtsrat.